# 山崎まどか
山崎 まどか（やまさき まどか、1970年 - ）は、日本のコラムニスト、ライター、翻訳家。
「乙女カルチャー」を標榜し、少女文化、若者文化や映画、音楽などの紹介を中心にさまざまなメディアで文章を書いている。

## 来歴・人物
東京都出身。
小学生の頃、父親の仕事の関係で2年間メキシコで暮らし、リウス夫妻の設立した現地のフリースクール「トラウィカ学園」で学ぶ。3年生で帰国後は公立小学校へ通うが、いじめを受け不登校となり4年生で学校法人明星学園に転校。
このときの体験を1986年、15歳の時に『ビバ! 私はメキシコの転校生』と題し手記として出版した。
鴻上尚史による『朝日新聞』での同書の紹介をきっかけにマスコミに注目され、中森明夫には「女子中学生文化人」という肩書きで雑誌に紹介され、『ホットドッグ・プレス』などの各種メディアに取り上げられた。
16歳の夏に両親が離婚。高等学校卒業まで同学園に通い、清泉女子大学在学時より雑誌『朝日ジャーナル』でライターとして活動しはじめる。
清泉女子大学文学部卒業。
1998年に自身のウェブサイトを開設。雑誌『Olive』で2001年から連載（「東京プリンセス」、『オリーブ少女ライフ』に収録）を持つなどコラムを手掛けるようになり、2002年に単行本『オードリーとフランソワーズ』を刊行。
『FRaU』、『VOGUE NIPPON』、『25ans』、『CDジャーナル』、『STUDIO VOICE』、『暮しの手帖』、『本の雑誌』など、多数の雑誌で映画、音楽、ファッションをはじめとするサブカルチャー、洋書などの紹介コラムを執筆している。
『Olive』周辺を初めとする少女文化や、アメリカの学園文化への幅広い知識とこだわりを持つ。
小説家の柚木麻子とは著書の帯にコメントを寄せられるなどの親交がある。
講談社のアイドル・オーディション「ミスiD」の2013、2014、2016の選考委員を務める。2019年にはミスiD2020のオブザーバーに就任する。
父親は東京経済大学名誉教授で、翻訳家の山崎カヲル、母親はライター・翻訳家・ヴォイスヒーラーの渡邊満喜子（山崎満喜子名義でも著書・訳書がある。2009年没）。

## 単行本
- 『ビバ! 私はメキシコの転校生 - 「幸福」をおしえてくれた自由学校』（偕成社） 1986　ISBN 4036341006
- 『NOVAの日の鈴木さん 海外ショッピング - 鈴木さんロスに行く』（NOVA） 1996　ISBN 978-4931386051
- 『NOVAの日の鈴木さん 海外危機一髪!! - トラブル発生時のエマージェンシー辞典』（NOVA） 1997　ISBN 978-4931386068
- 『オードリーとフランソワーズ 乙女カルチャー入門』（晶文社） 2002　ISBN 978-4794965189
- 『ブック・イン・ピンク おしゃれ古本ガイド』（晶文社） 2004　ISBN 978-4794966032
- 『乙女日和』（アスペクト） 2005　ISBN 978-4757211230
- 『山崎まどかが選ぶ! 映画で覚えるクラシック名曲』（学習研究社） 2005　ISBN 978-4054027954
- 『女子映画スタイル ときめきのガールズ・ムーヴィ』（講談社） 2006　ISBN 978-4062136075
- 『イノセント・ガールズ 20人の最低で最高の人生』（アスペクト） 2011　ISBN 978-4757218932
  - 『真似のできない女たち　21人の最低で最高の人生』（ちくま文庫） 2022
- 『女子とニューヨーク』（メディア総合研究所） 2012　ISBN 978-4-944124-57-2
- 『「自分」整理術 好きなものを100に絞ってみる』（講談社） 2014　ISBN 978-4062189521
- 『オリーブ少女ライフ』（河出書房新社） 2014.10　ISBN 978-4-309-02331-1
- 『優雅な読書が最高の復讐である 山崎まどか書評エッセイ集』（DU BOOKS） 2018.6　ISBN 978-4-86647-066-5
- 『映画の感傷 山崎まどか映画エッセイ集』（DU BOOKS） 2019.10　ISBN 978-4-86647-096-2
- 『ランジェリー・イン・シネマ～下着が語るヒロインのストーリー～』（おおやまゆりこイラスト、blueprint） 2020.6　ISBN 978-4909852083

### 共著・編著
- 『ハイスクールU.S.A. - アメリカ学園映画のすべて』（長谷川町蔵共著、国書刊行会） 2006　ISBN 978-4336047489
- 『90年代アメリカ映画100』（大場正明監修、芸術新聞社、アメリカ映画100シリーズ） 2012　ISBN 978-4875863151

対談：山崎まどか×金原由佳「私たちの90年代アメリカ映画」収録
- 『ブルックリン・ネイバーフッド NYローカル・ガイド』（赤木真弓ほか、スペースシャワーネットワーク、P-Vine Books） 2012　ISBN 978-4906700288

コラム「映画でブルックリンを歩けば」収録
- 『オフィシャル・プレッピー・ハンドブック True Prep』（日本版監修、リサ・バーンバック, チップ・キッド、篠儀直子訳、スペースシャワーネットワーク、P-Vine Books） 2012　ISBN 978-4906700387
- 『インディ・ポップ・レッスン: Twee Grrrls Clubのフェイバリット・ディスクガイド』（Twee Grrrls Clubほか共著、DU BOOKS） 2012　ISBN 978-4925064606
- 『英国男子』（監修、スペースシャワーネットワーク、EYESCREAM 2014年3月号増刊） 2014
- 『トム・クルーズ キャリア、人生、学ぶ力』（フィルムアート社） 2014　ISBN 978-4845913237
- 『ぱっちり、朝ごはん』（河出書房新社、おいしい文藝） 2015.4　ISBN 978-4309023755

アンソロジーエッセイ集。「朝ごはん日和」収録
- 『ヤング・アダルトU.S.A. ポップカルチャーが描く「アメリカの思春期」』（長谷川町蔵と共著、DU BOOKS） 2015.8　ISBN 978-4907583569
- 『ROOKIE YEARBOOK ONE』（タヴィ・ゲヴィンソン、多屋澄礼監修・翻訳、DU BOOKS） 2015.11　ISBN 978-4907583682 - 日本語版まえがき
- 『ハリウッド男子』（長谷川町蔵と共同監修、ぴあ、ぴあMOOK） 2016.7　ISBN 978-4835631264
- 『ハリウッド女子』（長谷川町蔵と共同監修、ぴあ、ぴあMOOK） 2016.7　ISBN 978-4835631042
- 『断髪女中 - 獅子文六短篇集 モダンガール篇』（編集担当、ちくま文庫） 2018.7
- 『USムービー・ホットサンド ──2010年代アメリカ映画ガイド』（グッチーズ・フリースクール著・編集、共著、フィルムアート社),2020.3
- 『ピンクの色彩帖 美しい色と言葉・世界を彩るデザインド』（堀越英美、 岸野恵加、 西谷浩太郎、川しまゆうこ共著　二見書房） 2025/2/26

## 翻訳
- 『イー・イー・イー』（タオ・リン（英語版）、河出書房新社) 2009　ISBN 978-4-309-20523-6
- 『愛を返品した男 物語とその他の物語』（B・J・ノヴァク、早川書房） 2015　ISBN 978-4152095572
- 『ありがちな女じゃない』（レナ・ダナム、河出書房新社） 2016.10　ISBN 978-4309207193
- 『カンバセーションズ・ウィズ・フレンズ』（サリー・ルーニー、早川書房） 2021/9/3
- 『ノーマル・ピープル』（サリー・ルーニー、早川書房） 2023/1/6
- 『ブラック・スワンズ』（イヴ・バビッツ、左右社） 2025/2/6
- 『美しい世界はどこに』（サリー・ルーニー、早川書房）2025/2/19